# Einzylindermotor

Einzylinder-Zweitakt-Ottomotor

Der Einzylindermotor ist eine Bauform des Verbrennungsmotors. Sowohl Ottomotoren (Zweitakt und Viertakt) als auch Dieselmotoren (Zweitakt und Viertakt) werden in der einfachsten Bauart als Einzylinder ausgeführt. Auch der Glühkopfmotor ist ein Einzylinder. Der Zylinder kann stehend, liegend oder geneigt eingebaut werden.

## Geschichte
Die ersten Hubkolben wurden sicher in Pumpen verwendet, danach in Dampfmaschinen, später in Verbrennungsmotoren. All diese Verwendungen begannen mit der Verwendung eines Einzylinders.

## Vor- und Nachteile

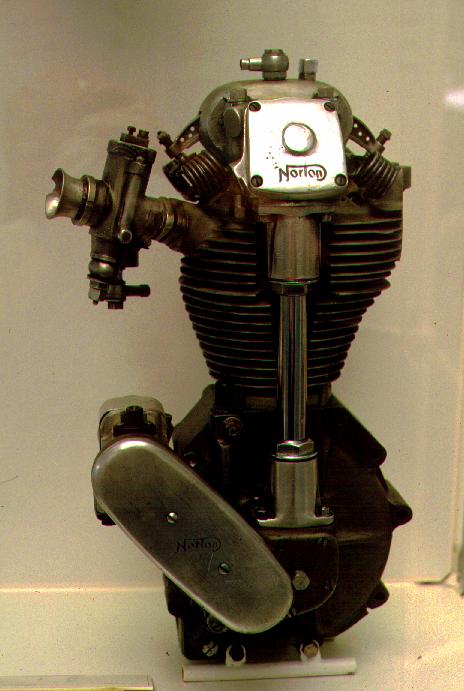
Norton-Einzylinder-Viertaktmotor mit Königswelle

Einzylindermotoren sind einfach aufgebaut, Zweitaktmotoren haben nur drei bewegte Teile. 
Nachteile gegenüber einem Mehrzylindermotor sind die Literleistung, die bei sinkender Zylinderzahl unter sonst gleichen Bedingungen abnimmt, die aufwändigere Schalldämpfung (sowohl ansaug- wie auslassseitig) und schwierigerem Vibrationsausgleich. Ausgleichswellen und an den Kurbelwellenwangen vergossene Ausgleichsgewichte müssen wegen der großen Massen- bzw. Kolben-Bewegungen ebenso gewichtig ausfallen. Oft wird dafür jedoch auch gleich der angetriebene Teil herangezogen, wie zum Beispiel Propeller oder Rasenmähermesser.
Der Einzylindermotor lässt gegenüber einem Mehrzylindermotor gleicher Leistung bei gleichem Hubverhältnis einen höheren Wirkungsgrad erwarten. Gründe dafür sind geringere Reibungsverluste in Lagern und an Kolbenringen sowie geringere thermische Verluste wegen der geringeren Zylinderinnenfläche relativ zum Hubraum. Bei höheren Leistungen hingegen sind Einzylindermotoren schwerer als Mehrzylindermotoren, da bei gegebener mittlerer Kolbengeschwindigkeit die Nenndrehzahl kleiner ist. Die volumenbezogenen Größen (bewegte Massen, Hubraum) nehmen mit der Größe stärker zu als die Querschnittsflächen,  sodass sich bei unveränderten Proportionen größere Strömungsverluste und Bauteilbeastungen ergeben würden.
Ein Nachteil ist der unrunde Motorlauf mit größerer Drehzahlungleichförmigkeit, bedingt durch nur einen Arbeitstakt pro 360° (Zweitakter) bzw. 720° Kurbelwinkel (Viertakter). Ein gleichmäßigerer Rundlauf wird häufig durch eine hohe Schwungmasse erzielt, in der Regel mit einer zusätzlichen Schwungscheibe. Das Motorgewicht steigt dadurch überproportional an. Bei Einzylinder-Anwendungen, bei denen die Vibrationen zu störend wären und wo es auf geringes Gewicht sowie spritzige Gasannahme ankommt, zum Beispiel bei Viertakt-Motorrädern, wird ein erheblich verbesserter Rundlauf nach dem Stand der Technik durch eine (zum Beispiel KTM Duke 390) oder sogar zwei Ausgleichswellen (KTM Duke 690 ab Baujahr 2016) erreicht. Bei Zweitaktmotorrädern findet man nur selten Ausgleichswellen (zum Beispiel Aprilia 125 oder KTM 250EXC TPI).

## Verwendung von Einzylindermotoren
Frühe Gasmotoren waren einzylindrig, auch die ersten Automobile, wie die ersten Wagen von Daimler, Benz und DeDion. Cadillacs Model K von 1906 und Modell L und M von 1907 hatten Einzylindermotoren. Der indische Lizenzbau des Tempo-Dreirades aus den 1950ern hatte von 1978 bis zur Produktionseinstellung im Jahr 2000 einen Einzylinder-Dieselmotor. Die häufigste Bauform ist heutzutage sicher der 50-cm³-Zweitakt-Ottomotor, der in unzähligen Zweirädern eingebaut wird und in vielen Ländern die Massenmotorisierung erst ermöglicht. Auch der meistgebaute Motor, der Honda-CUB-Motor, hat einen Zylinder. Auch in Arbeitsmaschinen, im Motorsport, in der Klein-Landwirtschaft, in Segel- und Motorbooten und in Flugzeugen sowie als stationärer Industriemotor und für Stromerzeugungsaggregate werden Einzylindermotoren verwendet. Ebenso gibt es sie in Motorrädern. Der größte serienmäßige Motorrad-Einzylindermotor mit 778 cm³ Hubraum war der der Suzuki DR 800 S, deren Produktion 1998 eingestellt wurde; der stärkste serienmäßige Motorrad-Einzylindermotor ist der der KTM Duke 690 ab Baujahr 2016 mit 55 kW (75 PS). Größere Einzylindermotoren wurden für verschiedene Motorradprototypen (bis knapp zwei Liter Hubraum), Schiffe und für Traktoren gebaut. Fast alle auf dem Markt befindlichen Rasenmähermotoren sind Einzylindermotoren. Einzylindermotoren werden auch in der Forschung und Entwicklung verwendet. An ihnen kann man den Verbrennungsvorgang und wichtige Bauteile untersuchen. Vorteil ist hierbei die eindeutige Zuordnung. Außerdem werden weniger Musterteile gebraucht. Danach werden die am Einzylindermotor gewonnenen Erkenntnisse auf den geplanten mehrzylindrigen Motor – im Maschinenbau als „Vollmotor“ bezeichnet – übertragen.
In der Binnenschifffahrt wurden früher viele Einzylinder-Dieselmotoren für den Antrieb von Ankerwinden, Kompressoren und hydraulisch betätigten Ruderanlagen („Rudermaschine“) verwendet.

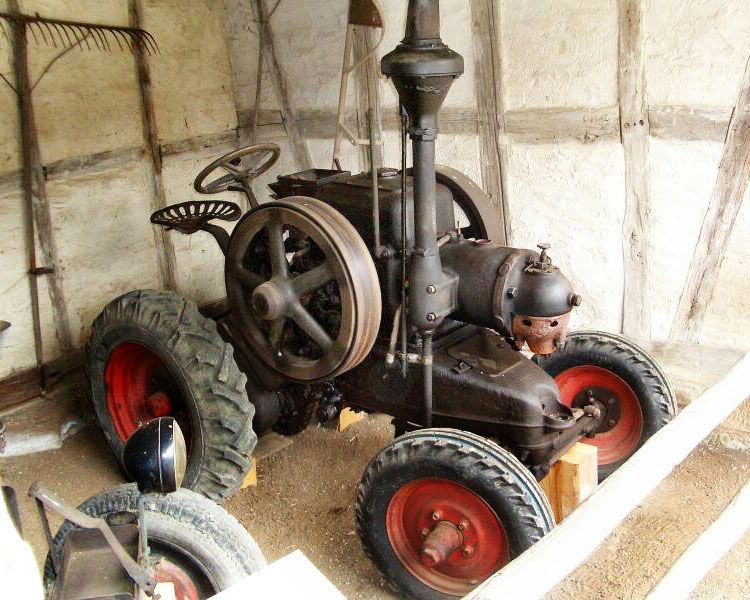
Lanz Bulldog (1928) mit Einzylinder-Glühkopfmotor
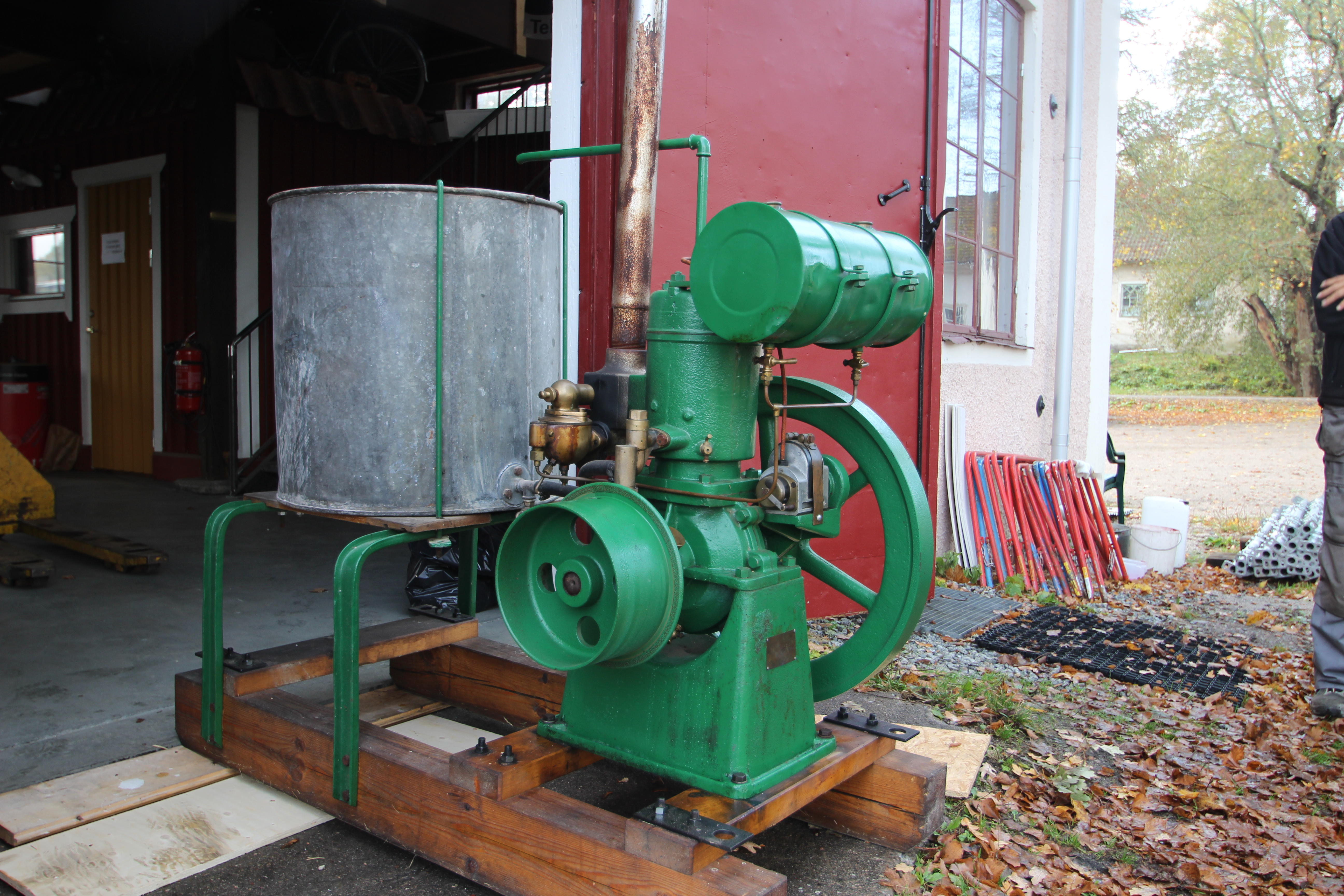
Fest installierter Einzylindermotor
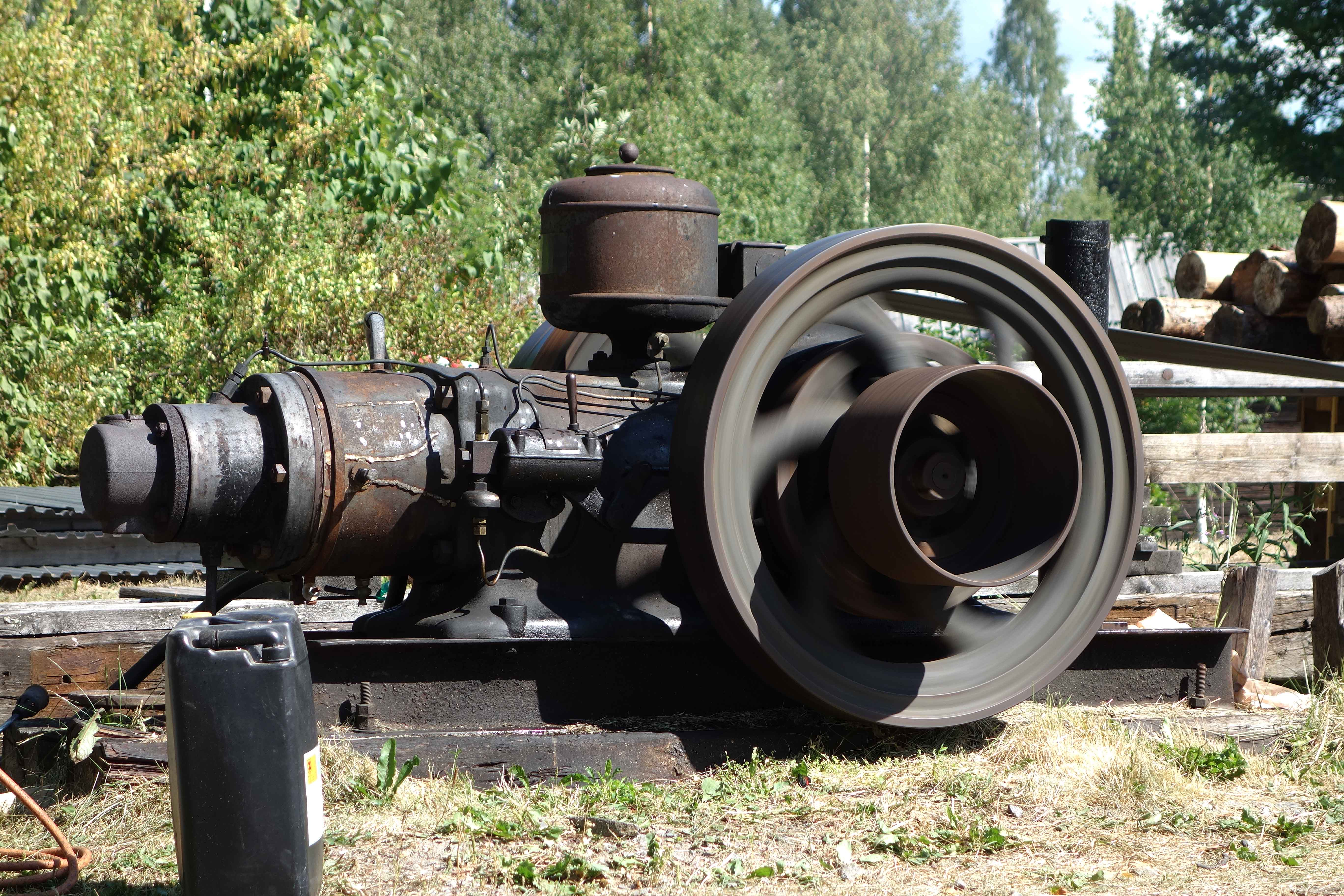
Einzylinder-Glühkopfmotor mit 19 kW (25 PS) in einem Sägewerk in Schweden